# Hudsonland
Hudsonland is een schiereiland in Nationaal park Noordoost-Groenland in het oosten van Groenland. Het is een van de schiereilanden in het fjordensysteem van het Koning Oscarfjord.
Het schiereiland is vernoemd naar Henry Hudson.

## Geografie
Het eiland wordt in het noorden begrensd door het Promenadedal, in het noordoosten door de Godthåbgolf, in het oosten door Loch Fyne en in het zuiden en zuidwesten door het Moskusoksefjord en Nordfjord. In het noorden is het schiereiland verbonden met Stenoland en Ole Rømerland en in het zuidoosten met Gauss Halvø en Hold with Hope.
Aan de overzijde van het water ligt in het noorden Payerland, in het noordoosten Clavering Ø, in het oosten Hold with Hope met Home Forland, in het zuiden Gauss Halvø en in het westen Strindbergland.